# 練馬一家5人殺害事件
練馬一家5人殺害事件（ねりまいっかごにんさつがいじけん）は、1983年（昭和58年）6月27日に東京都練馬区大泉学園町六丁目で発生した殺人・死体損壊（バラバラ殺人）事件。バブル景気以前に不動産競売の取引をめぐるトラブルから、不動産鑑定士の男が幼児を含む一家5人を惨殺した上、隠匿のため死体損壊に及んだ本事件は、『週刊新潮』2004年9月2日号（新潮社）にて「その後のバブル時代にも多発した不動産取引関連トラブルの先駆け的な事案となった」と評された。
事件当時、警視庁の捜査一課長として本事件の捜査を指揮した田宮榮一は「本事件は世田谷一家殺害事件（2000年12月発生）など通常の殺人事件とは違う陰惨な雰囲気・異常性があった」と形容したが、テレビのワイドショーや週刊誌などの報道は、本事件と同日に俳優の沖雅也が飛び降り自殺した事件をセンセーショナルに扱い、本事件の報道はその陰に隠れる形となったことから、一家5人が惨殺された重大な被害に比して一般社会からの認知度が低い事件である。

## 加害者・元死刑囚A
加害者：不動産鑑定士の男A（逮捕当時48歳・東京都杉並区成田東一丁目在住）
加害者Aは1935年（昭和10年）3月9日に秋田県秋田市楢山字明田65番地（住所表記は当時のもの）にて6人姉弟の長男として生まれ、2001年（平成13年）12月27日に法務省（法務大臣・森山眞弓）の死刑執行命令により収監先・東京拘置所で死刑を執行された（66歳没）。本事件当時は妻の実家にて義母・大学卒業直後の長女・大学生の長男と5人で生活していた。
Aの一族は秋田市内で市場・養豚業・精肉業を経営していた資産家一族で、Aの父親は秋田駅前で行商人たちを取り仕切って市場を経営していた地元の顔役だった。Aの一族は秋田市随一の市場「A市場」（「A」は元死刑囚Aの姓と同じ）を経営しており、A市場は現在の秋田市民市場の前身である。Aの父親は喧嘩早い性格でもあり、地元の暴力団が真夜中に自宅へ押しかけ家を壊された際には、竹槍で抵抗し相手に拳銃を発砲させるほどの暴れん坊だった。
Aは秋田市立中通小学校・秋田市立久保田中学校（1947年3月入学）を経て、1950年（昭和25年）4月に秋田県立秋田高等学校夜間部へ入学したが、Aの父親は青年期から出稼ぎで日本各地を渡り歩いていた際に暴力団との関係を持っていたことから凶暴な性格で、喧嘩の際に出刃包丁や日本刀を振り回したり、妻（Aの母親）と夫婦喧嘩になった際には殴る蹴るなどドメスティック・バイオレンス（DV）を加えるなどしていた。Aはそのような父親に絶対服従させられるような形で生育し、高校時代は父親の命令で好きでもないボクシングを習わされたり、駅前にあった市場の場所代回収に歩かされたりなどしていた。
ボクシング部（バンタム級）入部の経緯は、Aの父親が地元の有力者だった秋田県アマチュア・ボクシング連盟理事長（日本大学出身）に依頼してのことだった。Aは1953年（昭和28年）10月に愛媛県八幡浜市で行われた国民体育大会（国体）に補欠選手として参加したが、手足が短かったため頭脳を使うタイプの選手が相手では全く太刀打ちできなかった。
また当時の父親はほとんど家に帰ってこず、愛人の家に寝泊まりして家族を差し置いて自分たちだけ贅沢に暮らし、たまに帰宅してきては妻（Aの母親）を殴る蹴るなどしていた。Aはそのような家庭状況で「自分が長男として父親代わりを務めなければならない」と父親の愛人宅から米を盗んで弟たちに食べさせていた一方、父親に命じられて屠畜場で豚の屠畜をさせられていた。高校時代のAは「父親に反抗したことがない気弱な少年」で、周囲からも「普段は口数が少なく目立たない少年」という印象を抱かれていたが、前述のような場所代取り立てが滞ると血相を変え、高校生ながら「命に代えてでも金を払え」などと容赦なく相手を怒鳴りつけて脅迫するなど「父親そっくりな二面性」も持ち合わせていた。
Aはそのような家庭環境の中で家業を手伝いつつ高校を卒業すると、1954年（昭和29年）4月には日本大学法学部法律学科に入学した。しかしこれはA本人には大学進学の意思がなかったにもかかわらず、父親が「長男なので何とか大学に入れたい」と前述のボクシング連盟理事長のコネを用いて裏口入学させたものだった。Aは入学後に最初の前期試験で「カンニングペーパーを教室に持ち込み弁当の米粒で答案用紙にそのまま貼り付ける」という不正行為を行い1か月の停学になり、日大の教授からは「お前の学力では授業に出ても仕方がないから下宿して1人で勉強しろ」と言い渡されるような有様で、大学生活は苦痛であった。
1958年（昭和33年）3月に日大法学部を卒業した。卒業すると経済学部3年に編入学したが直後に退学した。Aの妹は「兄は幼いころから父親の期待に押し付けられ押しつぶされるような毎日を送っており、東京での学生生活以外は自由な生活ができなかった。父が健在だったころは『俺はもう秋田には帰らず東京で暮らす』と言っていたが、結局秋田に帰ってきた」と述べている。
なおAは大学時代に法医学に関しても勉強しており、後の事件捜査の際には捜査本部からその知識を死体解体に生かしたと推測された。
Aは在学中に下宿先の娘だった1歳年下の妻と知り合い、大学卒業後の1959年（昭和34年）4月に妻と結婚した。結婚直後は会社員を務めていたが同年に交通死亡事故を起こして辞職し、長女が誕生した。
翌1960年（昭和35年）5月には父親が病気で死去した。同年秋頃には一家で帰郷し姉婿とともに父親の会社を継いだが、遺産処理をめぐって身内同士で争うようになった。それまで父親の言いなりだったAは父親の死をきっかけに、父親の生まれ変わりのように豹変したともいわれ、同年12月、Aは宴会の席上で以前から不仲かつ地元でも有名な乱暴者だった実弟と口論になり、出刃包丁で弟の胸を刺して全治10日間の怪我を負わせた。
さらに1961年（昭和36年）9月10日朝、当時26歳で実家が経営していた会社「A産業」の専務取締役を務めていたAは、秋田市広面野添で財産争いを巡るトラブルから実弟（事件当時19歳）を出刃包丁で切り付け、頭部左側4か所に最大11cmの切り傷を負わせ、弟は出血多量で意識不明の重体になるほどの重傷となった。事件の経緯は以下のようであった。弟が元から気に入っておらず父親の死後に嫌がらせを続けていた長姉の婿に対し「お前とAで一族の財産を山分けするつもりだろう」と言いがかりをつけ、いきなり首を絞めるなど暴力を振るったため、自分より体格が良く素行の悪い弟に脅威を感じたAは「まともに喧嘩したらこちらがやられてしまう」と考え、「いつまでもこのような状態では危険だ。あいつを少し脅かしてやろう」という思いで出刃包丁を風呂敷に包み、弟が母親と同居していた家を訪れた。母親に「弟を甘やかすからこうなったんだ。素行を改めさせてほしい」と説得していたところに弟が帰宅し、Aは口論の末に出刃包丁で弟を切り付け、左目を刺して失明させた。Aはこの殺人未遂事件を起こした直後の11時頃、秋田県秋田警察署（現：秋田中央警察署）へ自首して殺人未遂の現行犯で逮捕された。
Aは逮捕後は取り調べに対し「カッとなって刺した」と自供したほか、起訴後も弁護人の菅谷瑞人に対し「殺すつもりなら初めから心臓を狙う。喧嘩の手で相手の目を刺すのは殺す意思がない時だ」と主張して殺意を否認した。しかし実際には凶器の包丁を風呂敷に包んで用意した計画的犯行だったため、単なる傷害罪ではなく殺人未遂罪が適用され、被告人Aは1962年（昭和37年）8月7日に殺人未遂・傷害罪で秋田地方裁判所から懲役3年の実刑判決を受けた。この判決を受けAは1963年（昭和38年）5月 - 1965年（昭和40年）5月24日（仮出所）まで2年間にわたり千葉刑務所習志野作業場に服役した。なお服役前の1962年（昭和37年）春には長男が誕生している。
Aはこの殺人未遂事件により親族とは絶縁状態になったが、刑務所を出所した後は再び上京して家族とともに更生することを誓い、一時は銀行員を務めた一方、殺人未遂事件の保釈中から意欲的に再起を図って不動産鑑定士の資格取得を志し、仮出所後に不動産鑑定事務所に勤めつつ、苦しい家計を妻に助けられながら勉強を続けて不動産鑑定士資格を取得。1971年（昭和46年）10月には不動産鑑定士試験の第二次試験に合格し、1975年（昭和50年）3月10日には念願の不動産鑑定士登録に至った。Aは1976年（昭和51年）7月に自宅を事務所とし、妻に事務関係を任せて不動産鑑定事務所を設立した。その堅実な仕事ぶりから信用を得て仕事は順調に発展し、事務所設立の数年後には事務所兼自宅を鉄骨2階建てプレハブ住宅に建て替えたほか、1981年（昭和56年）には東京都新宿区四谷4丁目（新宿御苑近く）にマンションを購入して新しい事務所を開き、また東京地方裁判所の鑑定委員に選出されるなど、生活も安定に向かっていた。
しかし1982年（昭和57年）ごろからは重なる労苦に心労を覚え「不動産鑑定業務は労力の割に多額の収入が望めないばかりか、年を取り病気になれば仕事ができなくなる」などと不安・焦燥を抱くとともに、折から体の不調を訴えて入院した妻が病院の中でまで事務を取っている姿を見て「長く苦労をかけた妻にも楽をさせてやりたい。2人の子供の結婚・就学費用も必要になる」と考えた。その中で「父から相続した秋田県内の不動産が売却できて2,500万円ほどの資金ができたことから、それを元手に不動産取引を行いまとまった利益を上げよう」と思い立ち、その準備として同年4月には父が経営していた会社の事業目的に不動産取引業務を加えるとともに、商号を「株式会社XX鑑定事務所」に変更して手頃な物件の物色を開始したが、その最初の取引として選んだものが本事件被害者一家の居住していた土地家屋だった。
『中日新聞』1983年6月29日朝刊は、加害者Aの当時の人柄に関して「夫婦仲は今でも妻を愛称で呼ぶほど良好で子煩悩な性格。近隣住民からは『いつも物静かで整った服装で胸を張って歩く羽振りのいい人』という評判だったが、その本性は外面の穏やかさの裏に残忍さを秘めた多重人格者だった」と報道した。龍田はAの人物像を以下のように表現・推測している。
- 「Aの過去の事情を知らない人たちにとっては『凶暴な側面』の存在など想像すらできなかっただろうが、Aは家を新築するときに塀を作る際に『ここは自分の土地だ』と言い張り強引に土地境界線ぎりぎりまで塀を作らせたほか、事務所を訪れた客が喫煙しようとした際には『ここは禁煙だからやめてほしい！』と血相を変えて怒鳴りつけたこともあった」[27]
- 「Aの半生に『凶悪犯の萌芽』があったことは事実だ。それが凶暴な父親の影響か否かは定かではないが、犯罪者が犯行に至るまでの経緯は判断能力・性格や幼児期・少年期の環境など様々な要因がいくつも重なり合い影響しあっている」[27]

## 被害者一家・事件現場物件
被害者男性は愛染院（東京都練馬区春日町・真言宗豊山派）住職の四男として生まれ、1962年（昭和37年）3月に武蔵大学経済学部経済学科を卒業して日立製作所清水工場へ勤務した。1970年（昭和45年）12月からは日本洋書販売配給株式会社に転職し、1974年（昭和49年）1月に美術部課長へ昇任、1982年（昭和57年）10月からは商品管理部部長を務めるようになり、その間に妻と結婚して長女・次女・三女・長男（早逝）および次男の5児をもうけ、事件当時は現場となった東京都練馬区大泉学園町6丁目の2階建て家屋（以下「本件物件」。敷地面積624m2の土地＋1階76.03m2・2階56.9m2）で、一家6人で水入らずに暮らしていた。
死亡被害者
- 被害者男性 - 1938年（昭和13年）4月28日生[28]（45歳没）[1]。日本洋書販売配給株式会社商品管理部課長[28]
- 男性の妻 - 1942年（昭和17年）生[2]（41歳没）[1]
- 夫妻の次女 - 1974年（昭和49年）生[2]（9歳没・練馬区立大泉学園緑小学校3年生）[1]
- 夫妻の三女 - 1976年（昭和51年）生[2]（6歳没・練馬区立大泉学園緑小学校1年生）[1]
- 夫妻の次男 - 1981年（昭和56年）生[2]（1歳没[1]・双生児の長男は誕生翌年＝事件前年の1982年に病死）[28]

なお事件当時、賃借人一家のうち長女（当時10歳・練馬区立大泉学園緑小学校5年生）は、偶然にも事件翌日となる1983年6月29日までの予定で、練馬区立武石少年自然の家（長野県小県郡武石村巣栗、現在は上田市武石上本入巣栗）で開かれていた林間学校に参加していて留守だったため、一家でただ1人難を逃れた。
本件物件は、被害者男性の妻の父親（＝男性の義父）が1958年（昭和33年）に入手し住居としていた物件で、かねてから義父が経営していた株式会社のため根抵当権が設定されており、1977年（昭和52年）頃に義父が転居した際にその管理を兼ねて娘婿一家を入居させていた。しかし男性の義父が経営していた会社は1981年（昭和56年）9月頃に経営に完全に行き詰まり、あらかじめ所有名義を第三者に移すなど債権逃れの策を講じていた甲斐もなく、本件物件に関しては1982年（昭和57年）3月に競売が申し立てられ、1982年9月に「最低売却価格1億280万円」で期間入札が行われた後、1982年10月8日には特別売却実施命令がなされるに至った。なお本件物件に関しては被害者男性とその義父との間で「賃料月5万円・期間5年間とする1977年（昭和52年）3月20日付賃貸借契約書および賃料領収書2冊」が作成されており、義父は被害者男性一家をこの物件に住まわせ続けることで立ち退き料を吊り上げようとしていた。
被害者男性の義父は、事業資金として本件物件の土地・家屋を担保に金融機関などから次々と融資を受けており、本件物件に設定された抵当権は総額2億1,000万円に上っていた一方で、所有権も再三移転していた事情から、本件物件は不動産業界関係者から「悪質な占有者による懸案」として、1982年10月に東京地裁から「最低売却価格1億280万円」で競売にかけられて以降も、Aが1982年12月6日に「買い受けたい」と申し出るまで入札が無かったが、これは競売事件では珍しくないことである。本件物件は東京地裁が競売にかけた際、物件明細書に「被害者の主張する賃借権は買い受け人には対抗できない」と明記されており、実際に本件物件の所有権は競売により、最高価落札申出人の決定および入金により、所有権は完全にAに移転した。実際に居住していた被害者側は、入金の時点で無権限かつ不法占有となっており、しかも多額の立ち退き料を請求した。

## 事件前の経緯
1982年11月、不動産鑑定士Aは特別売却に付されていた本件物件の存在を知り、自分なりに検討した結果「登録簿上の所有名義人・居住者一家の権利は買受人には対抗できない。また市中相場からすれば相応の経費を見込んでも満足できる転売利益が挙げられる」と考えた。Aの妻は本件物件の購入を危惧したが、Aは「居住者一家に対しては引き渡し命令が可能だ」という執行官の意見を聞いたこともあり、容易に「明け渡しは強制可能だ」と即断してしまい、本件物件の買受を決意すると直ちに手続きを進め、定期預金や自宅兼事務所のマンション、保有する山林など全資産を担保に入れ、銀行から借入金約1億4,500万円の融資を受けた上で、1983年2月2日には東京地方裁判所にて行われた特別売却にて本件物件を1億600万円で落札し、総額1億280万円の納付を完了した。なお融資の返済期限は、後に転売先と締結した契約による本件物件の引渡期日と同じく1983年6月30日だった。
その上でAは「被害者男性への明け渡し料を払っても2,000万円前後の利益が見込める」と目論んでいたが、資金納入直後に担当部の書記官から「居住者一家へ引き渡し命令は出せないだろう」と知らされたことで、予想外の事態に愕然として強い衝撃を受けるとともに「裁判所に騙された」という憤りに駆られた。しかし「こうなっては今後のことは後回しにして居住者一家との交渉・訴訟で解決するしかない」と考え、居住者一家に接触を試みつつ並行して明渡訴訟を勧めようと旧知の弁護士に依頼し「1983年3月28日を明渡訴訟の第1回口頭弁論期日とする」と指定を受けたが、その一方でようやく居住者男性と会い「3月いっぱいで立ち退いてほしい」という旨の意向を示すと「協調的ともとれる対応」を得たことでたやすく安堵し「それならば転売を急ごう」と早まってしまった。1983年3月1日、Aは本件物件の転売先（東京都新宿区内の建設会社）と譲渡契約を結び、「1983年4月末日までに本件物件を1坪67万5,000円（総額1億2,950万円）で売り渡す」旨の念書を取り交わすまでに段取りを進めてしまった。
しかし1983年2月末から3月初めにかけて、Aは2度にわたり被害者男性宅を訪れたが、男性本人に会えなかった上に妻の応対にも「要領を得ないよそよそしい態度」が見受けられるようになった。Aはそれでもなお「いずれ第1回口頭弁論期日には簡単に決着がつくだろう」と楽観的な考えでいたが、被告（被害者男性）代理人の準備未了ということで第1回弁論の結果は「次回期日を1983年5月23日とする」と決めただけで終わってしまい、Aは代理人弁護士から「相手側は引き延ばしを策しているようだ」と指摘されたことで失望・落胆するとともに強い不満を抱き、1983年3月31日に被害者一家宅を訪れて違約を問い質したが、被害者男性からは「弁護士に依頼しているため一存では決めかねる」という回答だったため、「『3月いっぱいで明け渡す』としていたそれまでの態度が一変した」と取り「背信・不誠実」を覚えて憤りを新たにするとともに、やくざ者の介入をほのめかすような被害者男性の言動にも恐怖感を覚えた。Aは明け渡しが完了しなければ「契約不履行」となって窮地に追い込まれることを危惧した上、銀行からの借入金利子（月額約100万円）の返済にも窮した。
そのようにしてAは「この事態は必ずしも容易ではない」ことを実感しつつも、被害者側の「ゴールデンウィークを目途とする」というような口ぶりと、及び1983年5月23日に予定されていた第2回口頭弁論期日における決着に望みを賭けて転売先との転売話を進め、1983年4月13日には「価格1億2,950万円・引き渡し期日は1983年6月30日・遅滞違約金3000万円」とする旨の売買契約を締結し、1983年5月10日までに手付金合計1,500万円の受領を終えた。Aはその間も再三にわたり明け渡しの交渉を図ってはいたが、被害者夫妻の態度にはむしろ「Aを避けてまともに取り合わないような気配」さえ窺われるようになったばかりか、Aが内心当てにしていたゴールデンウィークもいたずらに過ぎてしまったため、Aの焦燥・憤懣は一層募る一方となった。そして「仮に引渡期限に遅れれば銀行から信用を失うばかりか、担保権を実行されて全財産を一挙に失いかねない。そうでなくても月々約100万円という利息負担が続けば、もともと700万円前後しかない転売利益は先細りする一方で、それを当て込んで猶予を受けて不動産譲渡所得税の納入もおぼつかなくなり、そうなれば信用を第一とする不動産鑑定士の立場も傷つき、ようやく築き上げてきた人生そのものが破滅してしまう」と思い悩んで「切迫した危機感」を抱いたが、悩みを一人で抱え込むことが多い気質から妻や弁護士などに打ち明けて相談することもままならなかった。そのままAは「そのような事態を回避するにはどんなことがあっても6月30日までに明け渡しを完了せねばならない」と一途に思い詰めるようになり、悶々と日を送っていたところで、頼みの綱としていた1983年5月23日の第2回口頭弁論も「被告代理人においてなお調査を要するものがあるため、1983年6月6日に延期する」という通知を受けた。
それまでAは「過去に一時の激情から服役生活を送り、家族に迷惑をかけた」という自省と「うかつに感情的になってかえって被害者一家側に乗せられてはいけない」という懸念から激情を抑えていたが、「こうも背信的な相手には実力を行使してでも明け渡しを迫ることもやむを得ない」と考えるようになり、その方策について考えた末に心気の昂るまま「直接の憤懣・憎悪の対象である被害者男性1人だけでなくその一家全員を殺害して死体を解体し、人知れぬ場所に遺棄することで『一家が家を明け渡して退去したように偽装』すれば、期限までに本件物件を転売先に引き渡すことができ、憂慮していた問題が一挙に解決するばかりか、かねての遺恨・鬱憤も晴らすことができる」と思い定めるようになり、なお任意の明け渡しを期待する一縷の望みを残しつつも、思いつくままに具体的な犯行の準備を開始した。
- 第2回口頭弁論翌日の1983年5月24日、実行資金に充てるため預金してあった転売先からの手付金中650万円を払い戻して事務所の金庫に納めた[2]。
- 1983年5月25日には金物店にジスクサンダー・電動バリカンを偽名で注文した[2]。これを手始めに1983年6月26日までの間、都内各所で殺害に用いる凶器（まさかり・玄能など）・死体解体目的の道具（電動肉挽機・鋸・骨すき包丁・手術用手袋など）・犯行用衣類（スポーツウェア・ジョギングシューズなど）・死体の運搬および投棄のための用具（重耐用ビニール・ナップザック・登山用具など）を思いつきに任せて逐次買い集めた[2]。
- 1983年6月上旬には現場から約4km離れた杉並区井草にて[22]、前述の犯行道具類を隠したり死体を解体したりする場所としてマンション4階の一室を偽名で借り受けた[2]。
- 「どうせ役に立たないから」と代理人弁護士に訴訟の取下げを依頼し、訴訟手続は1983年6月5日付で終了した[2]。
- 犯行目的で本件物件に乗り込むとともに、死体を遺棄する交通手段を確保する目的で、1983年5月23日に自動車の購入を手配（同25日に発注）した[2]。またペーパードライバーで運転に不慣れだったため[35]、1983年6月2日からはほとんど連日のように自動車教習所で運転を練習（ペーパードライバー講習）し、1983年6月12日には発注していた自動車を自宅へ運んだ[2]。

そのように準備を進めている間、1983年6月1日になって突然、被害者男性から「話し合いの用意がある」と電話があり、自身の代理人弁護士からも「被害者男性側から同様の連絡があった」と知らされたことで「訴訟取下げの効果があったかもしれない」と一旦は期待を抱いたが、それ以降も先方から音沙汰がなかった。これに焦ったAは、1983年6月20日早朝に被害者男性の出勤を待ち伏せて「それまでにない激しい調子で立ち退きを迫った」が、被害者男性からは「一存ではいかない」という答えしかなかった上、同月23日夕方に再び被害者男性宅を訪問してその妻に迫った際にも「他人事のような要領を得ない態度」に接するばかりで、かえって怒りの火に油を注がれる結果に終わった。
転売先から重ねて念押しされていた1983年6月30日の明渡期限を目前に控え、もはや任意明渡の最後の期待も断たれたことで、Aは「こうなったら一家を皆殺しにするしかない」という決意を一層固め、その犯意を動かぬものとするに至り、既にこの頃にはAの心中には以下のような具体的な犯行手段が出来上がっていた。
1. 一家6人全員を殺害するためには日中に被害者一家宅に乗り込み、まずは在宅しているはずの妻子を殺害する[2]。
2. 次いで家で帰宅した家族を待ち伏せて順次殺害する[2]。殺害手段はなるべく流血を避けるため玄能による撲殺・絞殺の手段を取るが、被害者男性については鳩尾に当て身を加えて抵抗力を奪った上でまさかりで斬り殺す[2]。
3. 一家6人を殺害後、死体はその場で解体してビニール袋・ナップサックに詰め込む[2]。仮に解体が一昼夜のうちに終わらなければ死体をあらかじめ借りていたマンションの一室に運び込んで解体する[2]。大人2人の死体を解体する際に関節を外しやすくするために剪定用のはさみ（植木ばさみ）を用意し[36]、アジトとして借りていたマンション一室に骨すき包丁などを用意していた[35]。
4. 内臓は最も腐敗しやすく犯行発覚の契機となるため、粉砕してトイレに流す[2]。
5. 身元が分からないように死体の顔をつぶし、指紋もわからなくした上で[2]、富士山麓の樹海に運搬・投棄する[37]。その死体遺棄予定場所は不動産鑑定士の仕事を通じて土地勘のある場所だった[36]。

一方でAは、犯行を決断した6月20日には転売先の不動産業者へ出向き「立ち退き交渉はうまくいっているから安心してほしい」と伝えていたほか、事件前日の1983年6月26日に近所の小学校で第13回参議院議員通常選挙の投票を行った際にはにこやかに投票していた。Aはサスペンステレビドラマを見て「殺人事件被害者の身元が判明するのは衣服・身体的特徴が大半だった」ことから、それをヒントに「遺体をバラバラにして肉挽機にかけ、衣服を洗濯して犯行現場を掃除すれば完全犯罪が成立する」と計画していたが、その一方でバラバラにした死体を遺棄する場所として予定していた富士山麓の樹海へ向かうための地図を用意していないなど杜撰さも見られる計画だった。

## 事件発生
事件当日（1983年6月27日）朝、鑑定士Aは被害者一家6人全員の殺害計画を実行すべく、背広姿で妻に「明渡交渉に行って来る」と言い残していったん家を出た後、妻が出勤したことを見届けて自宅に戻り、用意していた紺色のトレーニングウェアとジョギングシューズに着替えてから自動車でアジトのマンション一室に立ち寄った。そして前夜に積み残しておいたリュックサックや洗剤などを自動車に積み込んだ上で被害者一家宅に赴き、11時頃からは付近を自動車で下見して逃走経路を調べたり、これから実行する犯行の重大さに逡巡するなどして時間を過ごした。その間も数回にわたって被害者一家宅付近で張り込んでいたが、「15時ごろなら妻が子供を連れて買い物に出る前で、男性以外の家族はほとんど在宅しているだろう」と確認した。
Aは14時40分頃になって、被害者一家宅から西方約100mの路上に自動車を駐車して様子を窺っていたところ、三女が小学校から帰宅する姿を認めたことで「これ以上無駄に時間を過ごせば他の家族も帰宅して在宅人数が増え、全員を殺害することが難しくなる。計画を遂行するためには今乗り込むしかない」と決断し、玄能2本・トレーニングウェア・靴下・手袋などが入った手提げバッグを持って被害者一家宅に向かった。
なお殺害手段は「子供は絞殺・妻も玄能で撲殺すれば十分」と考えていた一方で「被害者男性は玄能などを奪い返されて反撃される恐れがある」としてまさかりで斬殺することを決めており、次男を玄能で撲殺した点を除き、凶器を当初の計画通り使用した。また凶器の玄能・まさかりなどは隠し持っていることを一家に悟られないように仕事用のカバンに入れて持ち、いつでも使えるようカバンのファスナーを開けていた。

### 一家5人惨殺
Aは15時頃、被害者一家宅勝手口から声をかけて出てきた被害者男性の妻に「なおわずかな期待の下に」明渡交渉の件で訪問した旨を告げたが、妻は「自分はわかりません。弁護士にすべて任せている」というだけで視線も合わせず奥に戻ろうとしたため、かねてからの怒りを爆発させて「今こそ計画を実行しよう」と決意し、妻の後を追い12畳敷の洋間に侵入した。そして「いつもばかにするんじゃないよ」などと叫びながら妻の後方に回り、手提げバッグの外側ポケットから玄能（昭和58年押収第1708号の85）を取り出し、「もう話し合う余地はないんだな」などと叫びつつ玄能を頭部に1回振り下ろした。妻がいったん倒れつつも悲鳴を上げて逃げようとしたため、Aは男性の妻を台所まで追いかけて襟首を掴み前向きにさせると、頭部・顔面をめがけてさらに数回にわたり玄能の柄が折れるほど強打したことで、男性の妻をその場で脳挫傷に伴う失血死に至らせ殺害（撲殺）した（殺人罪その1）。
さらに母親の跡を台所まで追い慕い、泣き叫んでいた1歳の次男を見るや否や「泣き声が外に漏れる」と恐れて殺害を決意し、予備のもう1本の玄能（昭和58年押収第1708号の84）に持ち替えた。その上で台所で倒れた母親にすがり付いて泣いていた次男を前方から頭部を1回強打し、次男をその場でくも膜下出血を伴う脳挫傷により死亡させて殺害した（殺人罪その2）。
Aは次いで居間に引き返すと、8畳の応接間に通じるドア付近で小学校1年生の三女が放心状態となり青ざめ、両手を震わせながら立ちすくんでいる姿に気づいた。Aはその三女の姿にいったんは哀れみの情を覚えつつも「殺害するしかない」と気を取り直し、その前方から玄能で頭頂部を強打すると仰向けに倒れて痙攣した三女の傍らにひざまずき、両手で首を強く絞めつけたことで三女を頸部圧迫により窒息死させて殺害した（殺人罪その3）。
以上のように3人を殺害したAは、すぐに死体を1階の風呂場に運び込み、解体・証拠隠滅のため周囲の血液を拭き取った。その上で妻と次男の死体からそれぞれ着衣を切り剥いだりして3人の死体を浴槽に入れ、切り取った着衣を洗濯して2階に隠し、なお残った血液を拭き取るなどして次に帰宅する家族を待ち受けていたところ、16時頃に小学校3年生の次女が帰宅してきたため、三女を襲ったのと同じ応接間に通じるドア付近で話しかけ「この家が今どうなっているか知っているか」と問い詰めた。「長女は遠足に行っており今日は帰宅しない」ことを確かめた後、前方から両手でその頸部を強く絞めつけ、ぐったりとなった次女を床に転がすと居間にあった電気掃除機のコード（昭和58年押収第1708号の162）を頸部に巻き付けて強く絞め上げた上、コードを2回巻きにして重ねて強く絞め上げたことで、次女をその場で急性窒息死させて殺害した（殺人罪その4）。
3人と同様に次女の死体も浴槽に入れ、その着衣も洗濯して2階に隠したAは男性殺害の準備に取り掛かり、駐車させておいた自動車からまさかり1本（昭和58年押収第1708号の83）および手袋・タオルなどの入ったビニール布製バッグを運び入れ、居間の長椅子に座るとまさかりをタオルで包み隠し、背中の辺りに置いて被害者男性を待ち受けた。同日21時30分頃になって被害者男性が帰宅すると、Aはまさかりをトレーニングウェアの下に隠して迎え入れ「明渡交渉の件で来た」旨を告げ、居間の長椅子に向かい合って座った。Aは男性に応接間で約30分間にわたり「立ち退かないことへの怒り」をぶつけ続けたが、男性が周囲を怪しむ気配だったことを見て取ると「俺のほうは事態が切迫しているんだよ」と言い放ちざまに立ち上がり、男性のみぞおちを手拳で1回殴りつけた。男性がうめいて腹を抱え前のめりになると、Aはトレーニングウェアの下から取り出したまさかりで男性の左頸部をめがけ力いっぱい切り付け、倒れこんだ男性の頭部に重ねて一撃を加えた上、さらに起き上がろうとした男性の左頸部を切りつけたことで、男性をその場で頸部損傷に基づく失血死に至らせ殺害した（殺人罪その5）。
こうして一家5人を殺害したAは、男性の死体を風呂場に引きずり入れて着衣を切り剥いだ上で浴槽に隠し、一方で着衣を洗濯して2階に隠すと、絨毯を水洗いし床に飛散した血液を拭き取るなどして殺害の痕跡を隠滅したが、そのころは既に22時頃になっていたため「死体の解体を今から行うと発生する物音が近隣に怪しまれる」と恐れたため、死体の解体を明朝に行うことを決めた。Aは居間の長椅子に腰掛け、冷蔵庫内にあった缶詰を食べたり死体解体の手順を考えたりしながら朝を待った。

### 死体損壊
翌日（1983年6月28日）4時30分頃から死体解体のため行動を再開したAは、まず着替えてから屋外に出ると家の門付近まで自動車を移動させ、トランク内にあった以下の道具を屋内に運び入れた。
- 電動肉挽機（昭和58年押収第1708号の41）[2]
- 丸形コードリール（昭和58年押収第1708号の134）[2]
- 骨すき包丁2丁（昭和58年押収第1708号の144・145）[2]
- 植木ばさみ1丁（昭和58年押収第1708号の80）[2]
- 鋸1丁（昭和58年押収第1708号の147）[2]
- その他に、カッターナイフ・ジスクサンダー・電気バリカン・重耐用ビニール袋・ナップサック・背負いリュック・登山靴など[2]

その上で解体手順を考え、骨すき包丁・鋸・植木ばさみなどを風呂場に、電動肉挽機・丸形コードリールなどを洗面所に置いて準備を整えると、パンツ1枚の姿になり両手に手術用手袋をはめて死体損壊の実行にかかった。Aは5時頃になって被害者男性の死体の首をまさかりで切断しようとしたがうまくいかなかったため、死体を取り出して洗い場に仰向けに置き、まさかり・植木ばさみ・鋸・骨すき包丁などを用いてまず首を切断すると、左右の肘関節・肩関節・足首・膝をそれぞれ切断し、胸部を縦2つに切断した。そして下腹部を切り裂いて内臓を引き出し、さらに胴体を横に切断して左右の腹部を縦に切り、取り出した内臓を切り刻んで電動肉挽機でミンチ状に破砕して（死体損壊罪その1）トイレに流した。
さらに6時30分頃には男性の妻の死体を洗い場に取り出し、骨すき包丁・植木ばさみで首を切り裂くと左右の肩関節・膝関節を切り離して左大腿付け根部分・腹部を切り開いたほか（死体損壊罪その2）、続いて次男の死体を洗い場に取り出し、骨すき包丁で頸部を数か所切り裂いた（死体損壊罪その3）。

## 捜査
事件翌日（1983年6月28日）朝、被害者男性の妻の母親（男性の義母）が電話で近隣住民に「男性宅に電話が通じないので家の様子を見てきてほしい」と依頼し、それを受けた近隣住民が勝手口から家の様子を覗き込んだところ、一家宅にAがいるのを目撃したが、9時頃に近隣住民に応対したAは「この家の人たちは昨日引っ越した。自分は『イチノセ』という者だ」と平然と応対していた。
Aは「いつ人が訪ねて来るかわからない」と恐れて「夕方に暗くなるのを待って死体を運び出そう」と考え、犯行に用いたトヨタ・ビスタを被害者一家宅の門前へ移動させていつでも逃走できるように準備すると、ビニール袋に詰めてあった被害者男性の死体のうち3袋を青色ナップザックに入れて玄関土間へ移動させた。この時、死体解体に使用しなかった金槌・まさかりなどの道具類はナップサック・バッグに詰めたが、その他の道具類や死体は夕方までに少しずつ梱包・解体作業を進めようと、居間のソファーで休憩しつつその機会を窺っていた。
一方で東京都町田市在住の被害者の親類（妻の弟、すなわち被害者男性の義弟）は、9時頃に母親から電話で「10時に娘（男性の妻）と会う予定だから朝から電話しているが誰も出ない。近隣住民に見てもらったら『イチノセ』と名乗る男がいて『夕べに引っ越した』と言っているが、そのような連絡は聞いていない」と伝えられたため「家の明渡交渉をめぐるトラブルで一家が監禁されているかもしれない」と考え、11時30分頃に実兄とともに警視庁石神井警察署を訪れ「姉の家の様子がおかしい」と調査を依頼した。
12時58分頃になって石神井署員2人が親類らを伴い、被害者宅を訪問して勝手口を開けようとしたが開かず、その時に玄関の方で人の足音が聞こえたため署員が表に回ったところ、玄関から「不審な中年の男」（＝被疑者の鑑定士A）が飛び出してきて逃走しようとしたため、署員が男を呼び止めて職務質問した。石神井署員が「なぜ逃げるのか」とAを問い質したところ、男Aは「この家の家族5人を殺した」と供述したため、署員らが室内に入って調べたところ玄関・浴室の床・浴槽に一家5人の遺体が切り刻まれ、折り重なるように血まみれになった状態で放置されていた。このことから石神井署は男Aを殺人容疑で緊急逮捕した上で、事件の異常さを重視して同日午後には警察庁捜査一課とともに署内に捜査本部を設置して本格的捜査を開始した。
被疑者Aは取り調べに対し以下のように供述した。
- 「前日に押し入ってからは何も食べず、外にも出ないで被害者の死体の処理をしていた。主人（賃借人男性）は骨を粉々にしてやりたいぐらいに思っていたが、女・子供については気が咎める」[1]
- 「自分の事業が破産に追い込まれるのが怖かった。被害者一家を皆殺しにした後で土地を更地にして不動産業者に引き渡すつもりだった」[43]
- 「被害者5人の死体は28日夜までに解体して富士山麓の樹海に捨てるつもりだった。30日まで1、2日間犯行が発覚せず、被害者宅が無人であればその間に売却先に引き渡すことができると思った」[37]
  - 「天候具合などが悪くて富士山麓に運搬・遺棄することを延期せざるを得なくなった場合、死体を一時的に隠す場所としてマンションを借りた。被害者宅で死体解体を完了できない場合はマンションに運搬した上で解体するつもりだった」[22]
- 「被害者宅に上がり込んでまず賃借人の妻・三女・次男を殺害し、その後帰宅した次女には『この家が今どうなっているか知っているか』と問い詰めてから殺害した。さらに夜になって帰宅した賃借人には応接間で約30分間、立ち退かないことへの怒りをぶちまけてから斧で襲った」[38]
- 「話していて一番気に入らなかったのは被害者男性の妻だった。自分の質問に答えなかったり鼻で笑ったりしていて、脅迫的な態度も取っていた。『子供たちもいずれ成長すれば自分に復讐してくる』と思ったから最初から殺すつもりだった」[44]

「被疑者Aが凶器類を事前に準備していた」などの事実から警視庁捜査本部は本事件を「計画的犯行の疑いが強い」と推測して事件解明を急ぎ、1983年6月30日には被疑者Aを殺人・死体損壊の各容疑で東京地方検察庁に送検するとともに現場検証で食肉用挽肉機を発見し、被害者男性の遺体が一部ミンチ状になっていたことから「遺体をバラバラにした上でさらに切断しようとした」との見方を強めた。
また被疑者Aは取り調べに対し、一貫して「これですっきりした」と述べていたほか、淡々と殺害の様子を説明しており、元捜査員は2006年にノンフィクションライターの上條昌史から取材を受けて「被疑者Aは確信犯で『自分は何も間違っていない』と固く信じていた。幼い子供まで殺しておきながら取り調べ中も反省の素振りを見せず『被害者に申し訳ない』という感情は一切持っていなかったばかりか、飯をしっかり食い、留置場ではいびきをかいて熟睡していた。情状酌量の余地がないことは確かだが、後の公判でも述べた『すっきりした』という言葉は奴の偽らざる本音だと思う」と回答した。また捜査員が「首を切断した時はどんな気持ちだったんだ！」と声を荒げても被疑者Aは「男としての決意だ」と述べた。しかしその一方で「目の前で母親を殺されて恐怖した三女を目の当たりにした際は不憫に思い、結局殺害したものの服を切り取れなかった」と供述し、『朝日新聞』1983年7月20日東京夕刊では「犯行の中で唯一Aが見せた人間性」と表現された。またAは捜査員から「家族の幸せを守るための犯行が、逆に家族を苦しめることになっただろう」と問い詰められた時だけは涙を流した。
事件当時、警視庁の捜査一課長として本事件の捜査を指揮した田宮榮一は上條昌史からの取材に対し、「我々捜査一課は鑑識課とほぼ同時に事件現場に到着したが、先着組の捜査員・警察官たちはあまりの凄惨さに何も言葉を発せない状態だった。裏口から自分たちが室内に入ってみると屋内に凄まじい死体の腐敗臭が充満していた。通常の殺人現場のような血痕が（加害者Aが証拠隠滅目的で洗い流したため）見当たらなかったこそ、余計にあの腐敗臭が忘れられないと思う。遺体解体現場となった風呂場には切断・血抜きされた手足が白くなって無造作に浴槽へ突っ込んであり、まるでたくあん漬けの樽を開けたような感じだった。さらに廊下を見ると、ミンチ状にされた被害者の内臓の一部が入った黒いビニール袋がいくつも置いてあり、そこからも臭気が漂っていた。現場を見ただけでは被害者の正確な人数がわからないほどだった」と述べている。
捜査一課・鑑識課の捜査員らによる下水道及びそこにつながっていた河川などを含めた徹底的な裏付け捜査により、血液反応（ルミノール反応）などの物的証拠採取は容易に進んだが、それ以上に加害者Aの心理状況の解明が困難を極めた。事件当時石神井署の巡査部長だった元捜査員は2004年に『週刊新潮』（新潮社）の取材に対し「加害者Aは世間に『赤穂浪士の討ち入り（忠臣蔵）』『テロリストの思想犯』のように正当性を認めてもらいたい様子だった。当時は『やむを得ず犯行に及んだ』という同情的な報道も一部あったことから困惑した」と証言した。これに対し捜査一課が物的証拠を積み上げ加害者Aを追及したことで「犯行は刹那的なものではなく『死体を解体するための肉挽機を故障時の予備も含めて2台用意した』『事件現場付近に前線基地としてアパートを用意し、死体を遺棄する際に天候が悪ければ一時的にそのアパートに死体を隠すつもりだった』など、加害者Aなりに勝算のある計画的犯行だった」と証明する形となった。田宮榮一は『週刊新潮』の取材に対し当時の取り調べ状況を「加害者Aは素直に自白しているようなふりをしつつ計画性を薄めようとしていた。あいつの誤算は『死体の解体にかなり長時間かかると思っていなかった』ことだ」と証言した。
なお捜査本部が殺害された被害者5人の遺体を検視した結果、死因は以下の通り判明した。
- 被害者男性 - 左首切り傷による失血死[1]
- 被害者男性の妻 - 頭部・首の切り傷による失血死[1]
- 被害者男性の次女 - 首を絞められたことによる窒息死[1]
- 被害者男性の三女 - 首を絞められた上、浴槽内の水に押し込められたことによる窒息死（水死）[1]
- 被害者男性の次男 - 頭部損傷・左首の切り傷による失血死[1]

小田晋・筑波大学教授は『朝日新聞』1983年7月20日東京夕刊にて「被告人Aは新聞報道などから察すると精神異常ではなく、粘着気質の性格が先鋭化した犯行だろう。この気質が強い人間は普段こそ極めて辛抱強いがいったん爆発するととめどなく、自己中心的で視野も狭い。完全犯罪を狙い緻密な計画・周到な準備をしたにもかかわらず『それが自分の頭の中だけの主観に過ぎない』ことや『日常生活とは全く違う表情を見せたこと』などはこの性格で説明できる」とコメントした。　　
上條昌史は『新潮45』（2006年10月号）に寄稿した本事件関連記事にて「普通なら捜査が終了すれば捜査本部でコップ酒を飲み交わして慰労会をするが、この事件ではあまりにも後味が悪かったせいか捜査員たちはとてもそんな気分になれず、打ち上げなどしなかった」と述べている。

## 刑事裁判

### 第一審
東京地方検察庁は1983年7月19日に殺人・死体損壊の各罪状で被疑者Aを東京地方裁判所へ起訴した。
1983年10月21日午後に東京地裁刑事第15部（秋山規雄裁判長）で初公判が開かれ、被告人Aは罪状認否で全面的に起訴事実を認めた上で「大変申し訳ないことをした」と謝罪した。
- 検察官は冒頭陳述で「被告人Aは犯行に使用するための車を購入したほか、アジトとしてマンションを借りたり、電動ひき肉機など50点におよぶ犯行用の道具を事前に用意していたことから、周到な準備の上で計画的に行われた犯行であると認められる」と主張した[5]。
- 一方で被告人Aの弁護団は「犯行当時の被告人Aは心神喪失か心神耗弱だった」と主張し、刑事責任能力の有無を争う姿勢を示した[5]。

1984年（昭和59年）7月17日に第12回公判が開かれ、東京地裁刑事第15部（柴田孝夫裁判長）は犯行当時の被告人Aの責任能力を調査するため、慶應義塾大学医学部精神神経科教授・保崎秀夫（当時：慶應義塾大学病院長）に精神鑑定を依頼することを決定した。その結果、保崎は1985年6月に東京地裁へ「被告人Aは事件当時、緊迫した精神状態にこそあったが精神病的な状態ではなかった。事理を認識・判断した上でそれに従って行動する能力は相当程度障害されていたとは推測できるが、著しく阻害された段階ではなかった」という鑑定結果を報告した。
1985年（昭和60年）10月18日、東京地検は東京地裁刑事第15部（柴田孝夫裁判長）にて開かれた論告求刑公判で被告人Aに死刑を求刑した。
- 東京地検は論告で「被告人Aは『被害者が家の明け渡しに誠意がなかった』などと強調しているが、被害者は明け渡し時期を確約していなかったにもかかわらず、被告人Aが一方的に転売契約をするなどして自ら窮地を作った末にまれに見る凶悪・残虐な犯行に及んだ。精神鑑定の結果から被告人Aの精神状態に異常は認められず刑事責任能力に問題はない」と主張した[50]。
- その上で「幼児を含む子供3人とその両親を惨殺した上に犯行を隠蔽する目的で遺体を切断するなど、人間性感情の一片も見られない冷酷・残酷・非道な犯行内容に酌量の余地はなく、凶暴な性格は矯正不可能だ」と指弾した[49]。

1985年11月25日に東京地裁刑事第15部（柴田孝夫裁判長）にて、被告人Aの弁護人による最終弁論が行われ第一審の公判が結審した。
- 弁護人側は「事件当時の被告人Aは心神耗弱もしくは心神喪失状態だった」と主張したほか「1980年（昭和55年）秋には『素人でも参加できる』をうたい文句に競売制度が新制されたが、実際にはその手続きはなお複雑で、取引初心者だった被告人Aはそのリスクを十分に理解できていなかった」と述べて量刑上の配慮（死刑回避）を求めた[53]。
- なお被告人Aの弁護人を担当していた弁護士・西垣道夫は前年（1984年）秋に末期癌で医師から「余命数か月」の宣告を受けつつも1985年10月初めの証人尋問まで献身的な弁護活動を続け、11月初旬に病状が悪化して入院するとこの最終弁論の日までに意識混濁状態に陥り、結審直後の1985年11月30日に42歳で死去した[54]。西垣は生前、本事件の背景に関して「競売制度に潜む落とし穴がある」として弁護活動を展開しており、子供2人とともにその通夜に出席した被告人Aの妻は『朝日新聞』の取材に対し「西垣先生は夫（被告人A）に『できる限りのことをしてやりたい』と弁護してくださった」と西垣への感謝の言葉を述べた[54]。

1985年12月20日に判決公判が開かれ、東京地裁刑事第15部は検察側の求刑通り被告人Aに死刑判決を言い渡した。東京地裁は主文を後回しにした上で判決理由において検察側による起訴事実を全面的に事実認定し、その上で以下のように情状・量刑理由を説明した。
- 「被害者側の態度も『被告人Aを怒らせ緊迫した精神状態に追いやる原因となった』ことは否定できないが、それでも被害者側の落ち度は『死をもって償わなければならないほど非道なもの』ではない。犯行の動機も煎じ詰めれば被告人A自身の経済的利益・社会的保身のためにすぎない自己中心的なものだ」[58]
- 「弁護人は『犯行当時の被告人は心神喪失もしくは心神耗弱状態だった』と主張するが、責任能力に支障をきたすほどの精神障害は認められない」[58]
- 「高度な計画性に基づく本犯行は『残忍』の一語に尽きるもので、被告人Aの心中には人間自然の情の一片さえうかがえず、同じ人間とは思えないほどの空恐ろしさを禁じ得ない。『1つの家族がそっくり消失させられた被害』は甚大であり、被告人Aに対し死刑を望む被害者遺族の心情は至極尤もなもので『戦慄すべき凶悪事件』が社会に与えた影響も軽視できない」[58]
- 「被告人Aは犯行後、心から犯行を反省して被害者遺族の長女の身を思いやり、家財を処分して償おうとしている。その真剣な姿勢に疑う余地はないが一足飛びに一家殺人を計画した性格は容易に矯正し難い。1人遺された長女を思えばなまじの同情は無力でさえある」[55]
- 「被告人Aの過去の努力・実直な人柄などを考慮しても『人倫の大道』を根本から蹂躙した罪科はあまりにも重く死刑をもって臨むほかない」[58]

被告人Aの弁護人は量刑不当を理由に死刑判決を不服として1985年12月26日までに東京高等裁判所へ控訴した。

### 控訴審・上告審
東京高等裁判所における控訴審では「被告人Aの事件当時の精神状況」が最大の争点となり、弁護人側は「犯行当時の被告人Aは心神喪失状態で責任能力は認められない。少なくとも心神耗弱状態だった」と主張した。
1990年（平成2年）1月23日に控訴審判決公判が開かれ、東京高裁刑事第4部（高木典雄裁判長）は第一審・死刑判決を支持して被告人Aの控訴を棄却する判決を言い渡した。
- 東京高裁は被告人Aの犯行当時の精神状態を「被告人Aは精神病質者で、明け渡し交渉の過程で妄想的体験・心身症的症状があった」と事実認定した一方で「妄想体験は軽く、犯行を詳細に記憶している点から意識障害も認められない」として[60]、「いずれも犯行動機に影響を及ぼすほどではなかった」と事実認定し、第一審と同様に被告人Aの完全責任能力を認めた[63]。
- その上で量刑理由を「同機はあまりにも自己中心的で、犯行はこの上なく冷酷・残虐だ。両親と3人の妹弟をいっぺんに失った長女の悲嘆・怒りを思えば極刑を望む被害者遺族らの心情は当然である。被告人Aにとって有利な情状として『事件当時、窮迫した心理に追い込まれていたこと』『深く反省していること』などを考慮しても罪の重大さは揺るがず、被害者遺族の処罰感情・社会的影響・結果の重大性などを考えれば極刑を選択することは誠にやむを得ないというべきだ」と結論付けた[63]。

被告人Aは控訴審判決を不服として最高裁判所へ上告したが、最高裁第一小法廷（高橋久子裁判長）は1996年（平成8年）11月14日に開かれた上告審判決公判で第一審・控訴審の死刑判決をいずれも支持して被告人A・弁護人の上告を棄却する判決を言い渡したため、被告人Aの死刑が確定した。

## 死刑執行まで
加害者Aは第一審判決後、控訴中に東京拘置所で『死刑廃止の会』メンバーと面会・文通を重ねており、その1人である菊池さよ子と面会した際には「控訴審で、刑事弁護で有名な弁護士が（弁護人に）就任した」と発言していたが、控訴審の途中で面会を拒否するようになった。その後、死刑執行まで一切外界とは連絡を取っていなかった。その上で、菊池は「もしAとコンタクトが取れていれば、再審請求をするなど対策が取れていただろう」「事件そのものは許されない犯行だろうが、事件の背景には土地の売買で巨大な金が動く状況に翻弄され、追い詰められた1人の人間の悲劇がある。そのような背景を問わずに犯人を死刑にすることでは何も解決しない」と述べている。
死刑囚Aと同じ東京拘置所に死刑囚として収監されていた澤地和夫（2008年12月病死）は、自著『東京拘置所 死刑囚物語』 (2006) で、生前の死刑囚Aの人物像について「自分も同じく殺人犯で死刑囚だが、Aについてはその凄惨な犯行内容から『鬼畜のような人間だ』と想像していた。しかし実際に自分と同じ舎房の住人となった死刑囚Aと会ってみると、あのような凶悪・悲惨な事件の犯人とは思えないほど物静かで腰の低い人間だったため拍子抜けした。真意はわからないが、Aは死刑執行回避のため、礼儀正しく謙虚な態度をとることで拘置所職員に媚びを売っていたのだろう。そうでなければその人間性と残忍な犯行が結びつかない」「Aは結局、再審請求できないまま死刑を執行されたが、前述の支援者（菊池）が指摘した通り本事件は『通常の心理状況下でできるような犯行』ではなく、犯行当時の死刑囚Aは『一種の狂人』と言ってよい。しかし日本の裁判官は『事件の重大性』『社会への衝撃性』を重視した上で世論を満足させるような判決を導き重視するため、加害者の心理の深層・精神状況を軽視する傾向にある」と述べている。
2001年（平成13年）12月27日、法務大臣森山眞弓の死刑執行命令により収監先・東京拘置所で死刑囚A（66歳没）の死刑が執行された。死刑執行は2000年11月30日に保岡興治が発した執行命令を受け勝田清孝ら3人の死刑が執行されて以来約1年1か月ぶりで、第1次小泉内閣発足以来および21世紀では初の死刑執行だった。

## 事件後

### 被害者一家長女のその後
長女は事件当時小学校の林間学校に行っており難を逃れたが、学校側は林間学校の最中に事件発生を把握したことで、教諭の一部からは「事件のことを長女に知らせたほうが良いのではないか？」という声も上がった。しかし結局は「長女にとって初めて野外で集団生活を送る経験なだけに、最後まで楽しい思い出にしてあげるべきだ」として林間学校が終わるまで事件のことを長女のみならず全ての児童らに知らせなかった。
長女は家族のためにお土産を用意し、1983年6月29日になって東京へ帰ってきたが、その際に親類・学校・警視庁などの配慮により途中で貸切バスを下ろされ、迎えの警察車両を経て親類の車で母方の伯父宅へ送られ、親類宅で「家族はみんな交通事故で死んだ」と伝えられた。当時の長女の状況に関して『朝日新聞』は「とっさに事情を呑み込めない様子」、『中日新聞』は「怪訝そうな表情をしていた」と報道している。その一方で長女以外の5年生児童123人は貸切バスで校庭に戻り、教頭から「被害者長女の両親・妹・弟が全員凶悪な男に殺されてしまった。1人遺された長女が早く学校に戻れるように祈ろう」と伝えられ、児童・父母・教諭たちからすすり泣く声などが上がった。
1983年7月1日に被害者賃借人の兄（父方の伯父）が住職を務めていた愛染院で被害者一家5人の葬儀・告別式が営まれたが、長女は同日朝に住職の妻（父方の伯母）から「家族5人は事件前によく電話をかけていた不動産屋の男に殺されてしまった」と真実を伝えられ、驚きとともに大粒の涙を流した。その背景に関して父方の伯父の義兄は『読売新聞』の取材に対し「いったんは本人のショックを和らげようと『交通事故で亡くなった』と伝えたが、家族が殺されてしまったことはいずれ本人も知ることだ。親類の中には『最後まで伝えないほうがいい』という意見もあったが、親兄弟の葬儀は本人の生涯にとって大切なことだから、真相を知らせた上できちんと参列させた。ただし『殺された』という事実だけを伝え、残忍な犯行の内容は伏せた」と説明した。
その後、長女は1983年7月6日までに住職の伯父一家に養女として引き取られ、これまで通っていた大泉学園緑小学校から練馬区立練馬小学校へ転校することとなり、1983年7月11日からは事件発生以来約2週間ぶりに登校を開始した。長女の養父となった伯父および母校の大泉学園緑小学校には、葬儀翌日の1983年7月2日から小学生を中心に日本全国から「友達になろうよ」「頑張ってください」「気を落とさず新しい生活を送ってください」など長女への激励の手紙が多数（1983年7月6日時点で100通以上）寄せられた。長女のその後に関して元石神井署巡査部長は2004年に『週刊新潮』の取材に対し「事件後に父方の伯父（父親の実兄）に引き取られたが、ストレスのため中学入学後から頭髪が白くなった。その後は早く自分の家族を持ちたかったためだろうか、高校・専門学校を経て卒業直後に結婚し、21歳 - 22歳に子供を出産した」と証言している。
第一審判決の際、当時中学1年生だった長女は養親となった伯父夫婦とともに判決公判を傍聴し、『読売新聞』1985年12月20日東京夕刊で「伯父夫婦に引き取られた頃は1人で外出することを極端に怖がり沈み込んでいたが、最近は事件のことを口にすることもなく、ようやく明るさを取り戻した」と報道した。一方で控訴審判決（当時17歳・高校2年生）の際は法廷に姿を見せず、この頃には『毎日新聞』1990年1月23日東京夕刊にて「事件のことは話題にしないようにしているという」と報道されている。上告審判決を報道した『毎日新聞』1996年11月15日東京朝刊は「（当時23歳の）長女は既に結婚し1歳5か月になる娘（年齢は当時、1995年6月ごろ誕生）がいる。長女は同日も『最後の法廷だから』と傍聴を望んだが育児に追われていたため来られなかった」と報道している。

### 現場物件のその後
事件から4年後の『毎日新聞』1987年10月15日東京夕刊で、事件現場となった本件物件について「殺人事件現場の土地・建物めぐりまたトラブル」として報じられた。報道の内容は以下のとおり。
本件物件は事件直後、Aから転売を受ける予約をしていた新宿区内の建設会社が「逮捕された被疑者Aに支払った手付金1,500万円を回収できなくなる前に保全する措置」として、1983年6月30日付で所有権移転を仮登記したのち、被告人Aが競売で本件物件を購入する際に1億円を融資していた銀行が担保として抵当権を設定していた。室内の家財道具はそのまま放置されるなどかなり荒れてはいるが、閑静な一等地であるため3億円以上の値が付き、不動産業者が注目していた。
しかし事件後の1987年5月下旬に、Aとは別の運輸不動産業者（X社）が別の不動産業者（Y社）に本件物件を2億5,000万円で購入するよう持ちかけた。Y社は権利関係が複雑なことから断ったが、X社が「必ずAらと話をつけて7月中に本件物件を引き渡す」と約束したため、合計2,500万円の手付金（同年6月19日に現金500万円、同年7月9日に現金2,000万円）を送ったが、同年8月になっても土地取得が具体的に進まず、Y社がAの代理人らに事情を聴いたところ、A側は「本件物件は仮登記している建設会社との間で所有権をめぐり訴訟となっており、X社に転売する話はまったくない」と回答した。また、X社はY社との契約後に、初めて被告人A側および建設会社と交渉を開始していたことも判明した。そのため、Y社は「土地を入手できる見込みがないのにX社から手付金名目で2,500万円を騙し取られた」として、詐欺罪でX社を警視庁に告訴する構えを見せたと報じられた。
一方、X社側は毎日新聞記者の取材に対し「今年（1987年）初めから抵当権設定銀行などと交渉しており、無根拠のままY社に売買話を持ち掛けたわけではない。訴訟が絡んだため引渡期日に間に合わなかっただけで、Aと所有権を争っている建設会社から訴訟を受け継ぎ、近くA側とも本格的に交渉する方針だ。手付金は土地ブローカーを介して480万円しか受け取っていないが、契約上自社側に責任があるため、Y社に違約金も含めて5,000万円を支払って和解を提案するつもりだ」と説明した。

## 事件を題材にした作品
- 宮部みゆき『理由』朝日新聞社、1998年5月15日。ISBN 978-4022572448。 - 不動産競売と占有を題材としたフィクション小説。
- 野沢尚『深紅』講談社、2000年12月。ISBN 978-4062102858。 - 明示はされていないが本事件を元にしたフィクション小説。2005年に映画化。
- 吉野朔実『記憶の技法』小学館、2002年10月。ISBN 978-4091670014。 - 明示はされていないが本事件で生き残った少女に関するフィクション漫画。
- 山崎哲『ジロさんの憂鬱』 - 演劇。
- 直接的に事件を題材にしていないものでも、「一家殺害事件が起こりたまたま外出していた子供だけが生き残った」という事件の概要は多くのフィクション作品に影響を与え、古賀慶『トレース 科捜研法医研究員の追想』（2016年、コアミックス）などにその設定がみられる。